# Karlsborgs garnisonsförsamling
Karlsborgs garnisonsförsamling var en församling i Skara stift och i Karlsborgs kommun. Församlingen uppgick 1960 i Karlsborgs församling.

## Administrativ historik
Karlsborgs garnisonsförsamling bildades 6 augusti 1831 genom utbrytningar ut Mölltorps och Ransbergs församlingar. Namnet var till 1832 Vanäs församling. 1894 utbröts Vendes trängbatalajons församling.
Församlingen utgjorde till 1885 ett eget pastorat för att därefter till 1960 vara moderförsamling i pastoratet Karlsborgs garnisonförsamling och Karlsborgs församling. 1960 uppgick Karlsborgs garnisonsförsamling i Karlsborgs församling.

## Kyrkor
- Garnisonkyrkan i Karlsborgs fästning